# Trèfle d'Alexandrie
Trifolium alexandrinum
Espèce
Classification phylogénétique
Le trèfle d'Alexandrie (Trifolium alexandrinum L.) est une espèce de plantes à fleurs du genre Trifolium et de la famille des Fabacées (ou légumineuses). C'est une plante herbacée présente en Afrique du Nord et au Proche-Orient. C'est aussi une plante fourragère de valeur notamment cultivée en Afrique du Nord (bersim en arabe).

## Description
La tige, velue, est assez longue, un peu en zigzag. Les folioles sont longues et étroites, ovales ou lancéolées, à bords ciliés, souvent rougissantes. Les fleurs sont blanc rosâtre en têtes globuleuses.

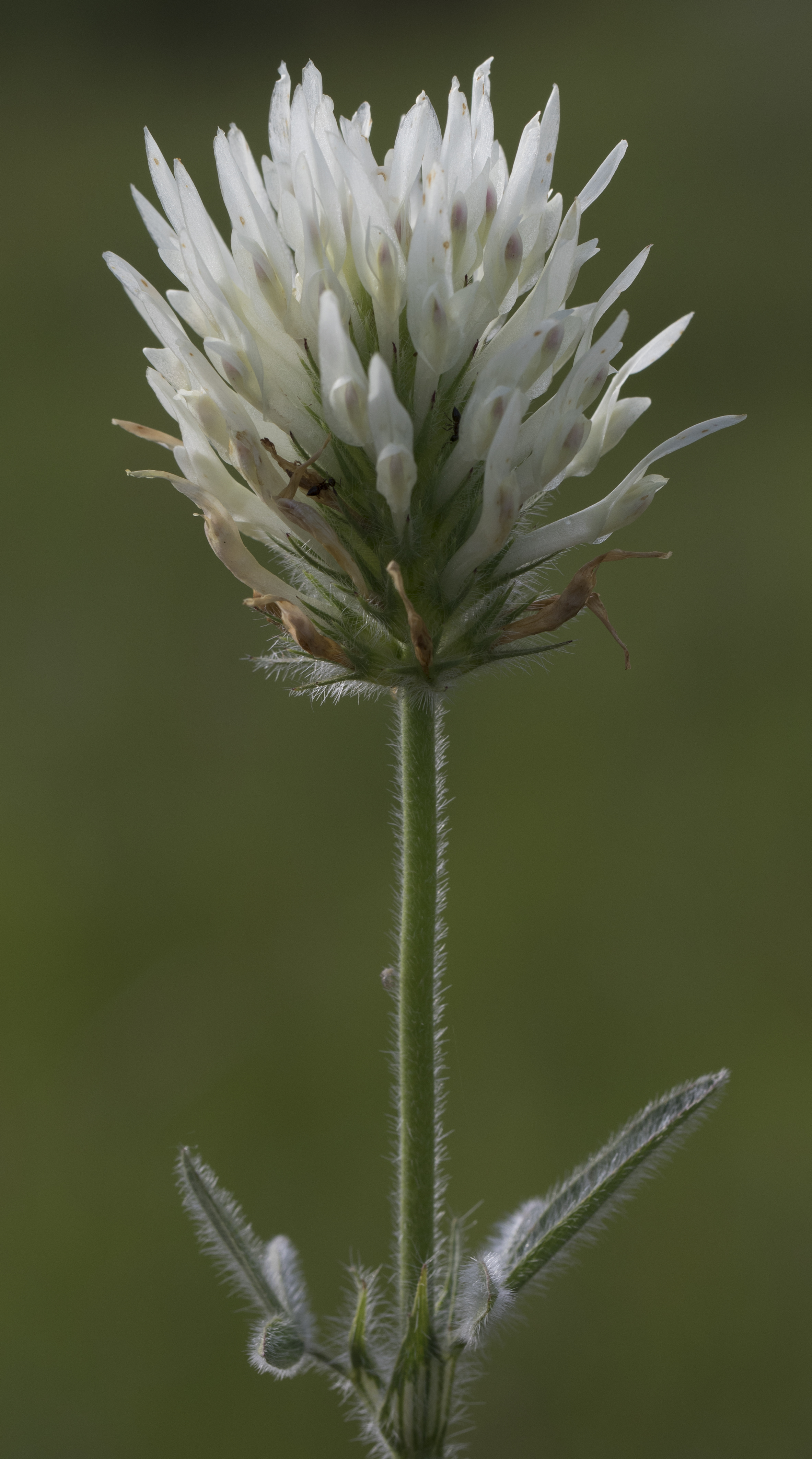
Inflorescence.

## Utilisation
C'est une plante qui a besoin d'être irriguée pour être très productive, et qui pousse sur sols neutres ou basiques.
Elle est très utilisée pour l’affouragement en vert de fin d’hiver et de printemps des élevages bovins laitiers dans les régions à climat méditerranéen sub-humide d’Afrique du Nord. C'est une plante abondante au Proche-Orient et notamment en Égypte, où elle est cultivée comme fourrage d'hiver dans le delta du Nil.
Il est utilisé en Europe tempérée comme culture intermédiaire (CIPAN). Il est alors simplement détruit par le gel vers −4 °C, ce qui constitue un avantage car il se décompose sur place en restituant l'azote de l'air capté par les rhizobium qui enrichit le sol sous forme de nitrates et évite d'avoir à pratiquer une intervention culturale avant la culture suivante.
Son attractivité pour les pollinisateurs et sa longue période de floraison en font une plante mellifère reconnue.